# 2-Klorfenol
2-Klorfenol eller o-klorfenol är en kemisk förening med summaformeln C6H5ClO.

## Struktur
Ämnet är en klororganisk förening och ett derivat av fenol.

## Användningsområden
Liknande föreningar används som desinfektionsmedel och bekämpningsmedel. Just den här föreningen har få användningsområden, men är ett intermediat i polyklorering av fenol.